# Вија Ларга (Модена)
Вија Ларга је насеље у Италији у округу Модена, региону Емилија-Ромања.
Према процени из 2011. у насељу је живело 821 становника. Насеље се налази на надморској висини од 22 м.